# Капустянська волость
Капустянська волость — історична адміністративно-територіальна одиниця Ушицького повіту Подільської губернії з центром у селі Капустяни.

## Склад волості
Станом на 1885 рік складалася з 15 поселень, 12 сільських громад. Населення — 7 609 осіб (3 707 чоловічої статі та 3 902 — жіночої), 1118 дворових господарства.
|                     | Площа, десятин | У тому числі орної, десятин |
| ------------------- | -------------- | --------------------------- |
| Сільських громад    | 6012           | 4844                        |
| Приватної власності | 9322           | 5360                        |
| Казенної власності  | —              | —                           |
| Іншої власності     | 406            | 319                         |
| Загалом             | 15740          | 10523                       |

Основні поселення волості:
- Капустяни — колишнє власницьке село за 10 верст від повітового міста, 1105 осіб, 220 дворових господарств, православна церква, заїжджий будинок, 2 цегельні.
- Великий Олександрів (Поросятків) — колишнє власницьке село при річці Батіг, 400 осіб, 73 дворових господарств, православна церква, заїжджий будинок, винокурня.
- Глібів — колишнє власницьке село, 1800 осіб, 211 дворових господарств, православна церква, лікарня, аптека, заїжджий будинок, кузня.
- Глибочок — колишнє власницьке село при річці Самець, 412 осіб, 65 дворових господарств, православна церква, заїжджий будинок, 2 водяних млини.
- Гута-Глібівська — колишнє власницьке село, 118 осіб, 17 дворових господарств,
- Джурджівка — колишнє власницьке село при річці Ушиця, 366 осіб, 63 дворових господарств, заїжджий будинок, 3 водяних млини, винокурня.
- Майдан-Олександрівський — колишнє власницьке село, 769 осіб, 101 дворових господарств, православна церква, заїжджий будинок.
- Миржіївка — колишнє власницьке село, 176 осіб, 28 дворових господарств,
- Олександрів (Поросятків) — колишнє власницьке село, 963 осіб, 166 дворових господарств, православна церква, школа, лікарня, заїжджий будинок.
- Пилипи-Олександрівські — колишнє власницьке село при річці Прут, 521 осіб, 87 дворових господарств, православна церква, заїжджий будинок.
- Цівківці — колишнє власницьке село при річці Калюс, 605 осіб, 92 дворових господарств, православна церква, заїжджий будинок, 3 водних млини, кузня.
- Янівка — колишнє власницьке село при річці Рутка, 465 осіб, 66 дворових господарств, православна церква, заїжджий будинок.

## Ліквідація волості
Друга сесія ВУЦВК VII скликання, яка відбувалася 12 квітня 1923 р., своєю постановою «Про новий адміністративно-територіальний поділ України» скасувала волості і повіти, замінивши їх районами. Північна частина Капустянської волості (села Пилипи-Олександрівські, Великий Олександрів, Майдан-Олександрівський) ввійшла до складу Віньковецького району, решта сіл — до Миньковецького району (окрім села Цівківці, які ввійшли до складу Новоушицького району). Після ліквідації Миньковецького району у 1959 році села ввійшли до складу Новоушицького району.